# 瓊崖戰鬥
瓊崖戰役發生於1939年1月10日－5月9日，地點則是在中國海南島一帶。是抗日戰爭主要戰鬥之一，交戰一方為守軍之國民革命軍，另一方則為日軍；日軍戰勝佔領海南島至1945年8月第二次世界大戰結束，日軍投降止；佔領海南島日軍，以原本派駐台灣的日軍，台灣混成旅團3萬人居多。